# Saint-Martin-de-Seignanx
Saint-Martin-de-Seignanx is een gemeente in het Franse departement Landes (regio Nouvelle-Aquitaine). De plaats maakt deel uit van het arrondissement Dax. Saint-Martin-de-Seignanx telde op 1 januari 2022 6.123 inwoners.

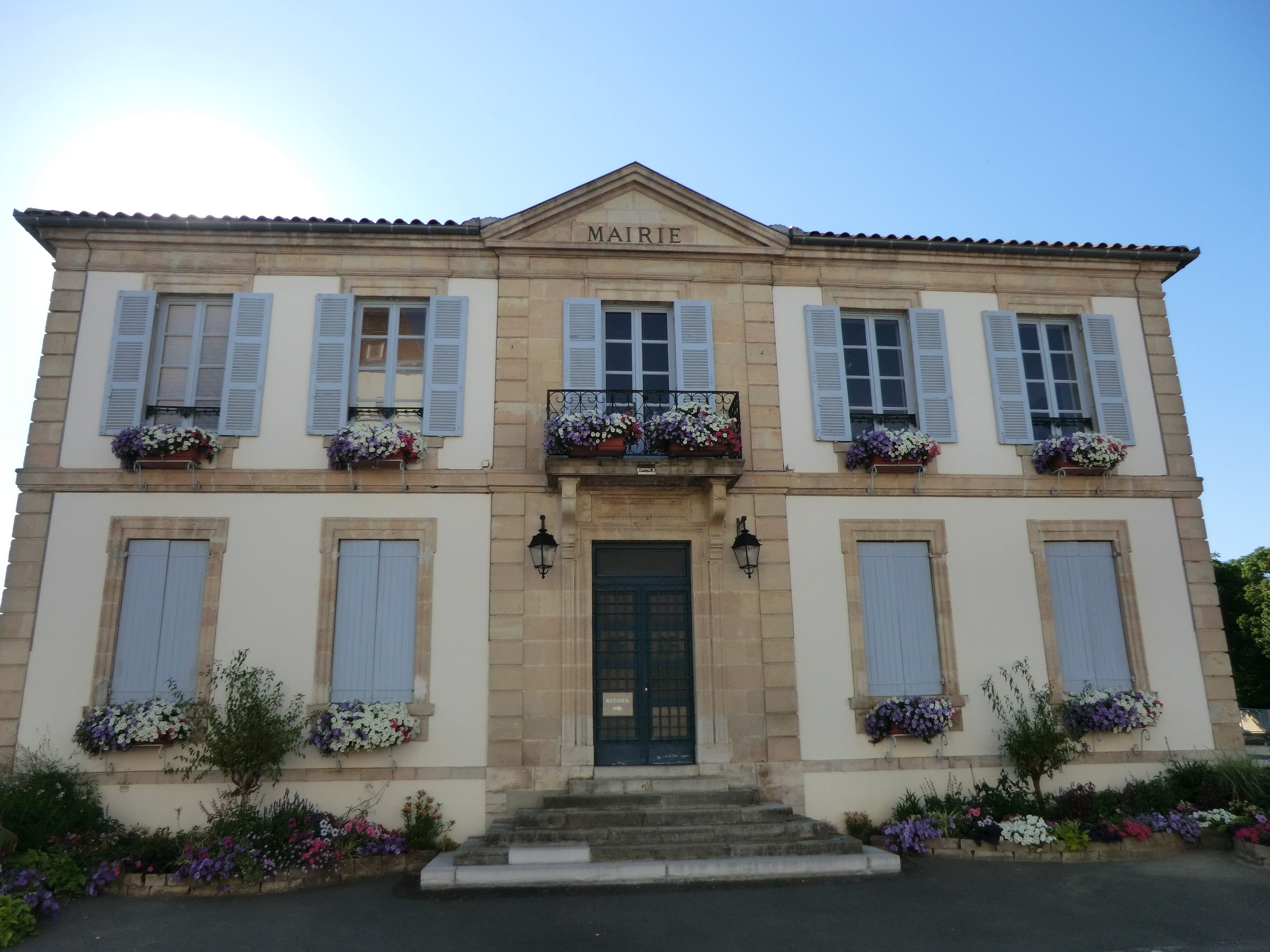
Gemeentehuis
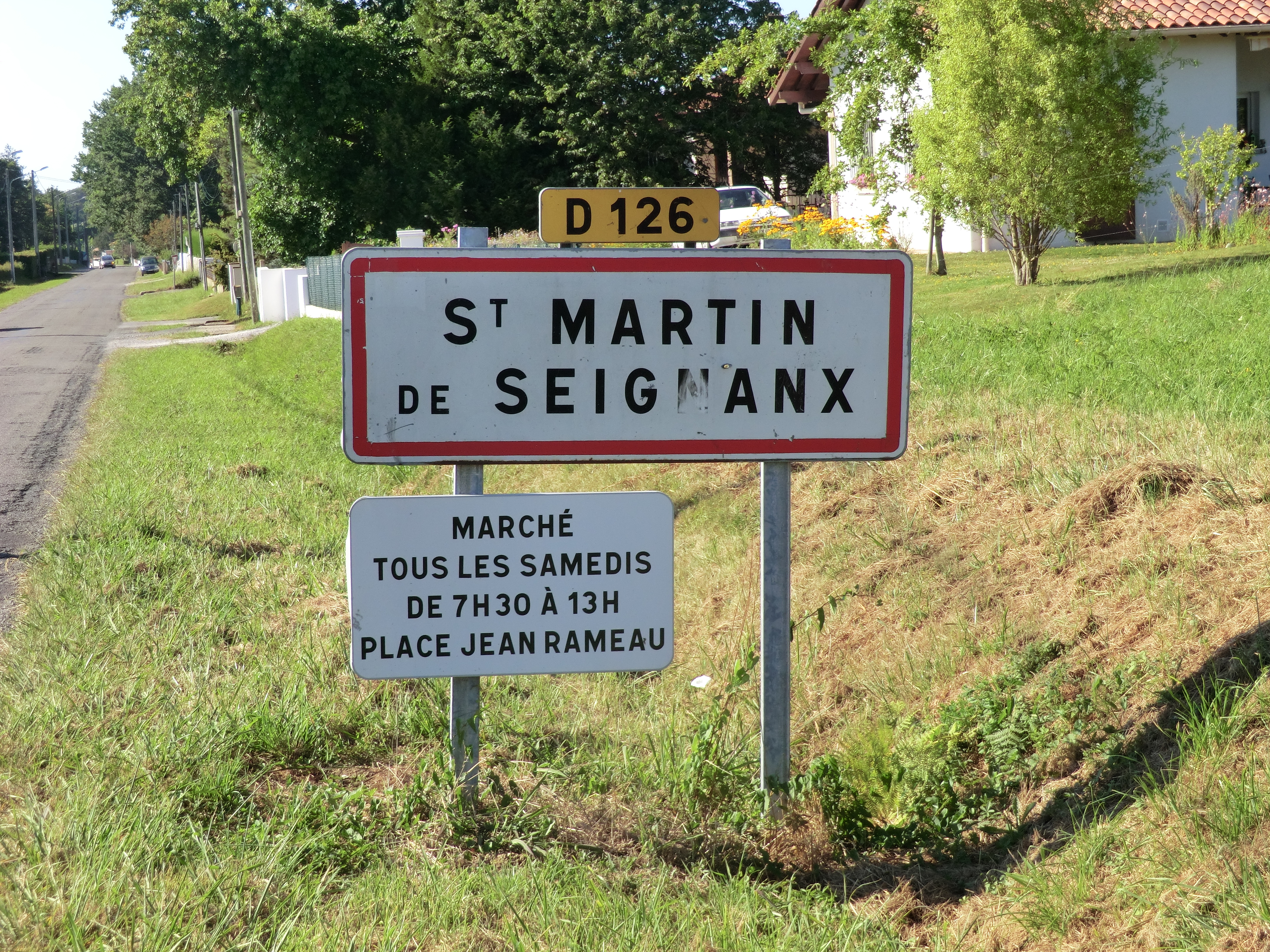
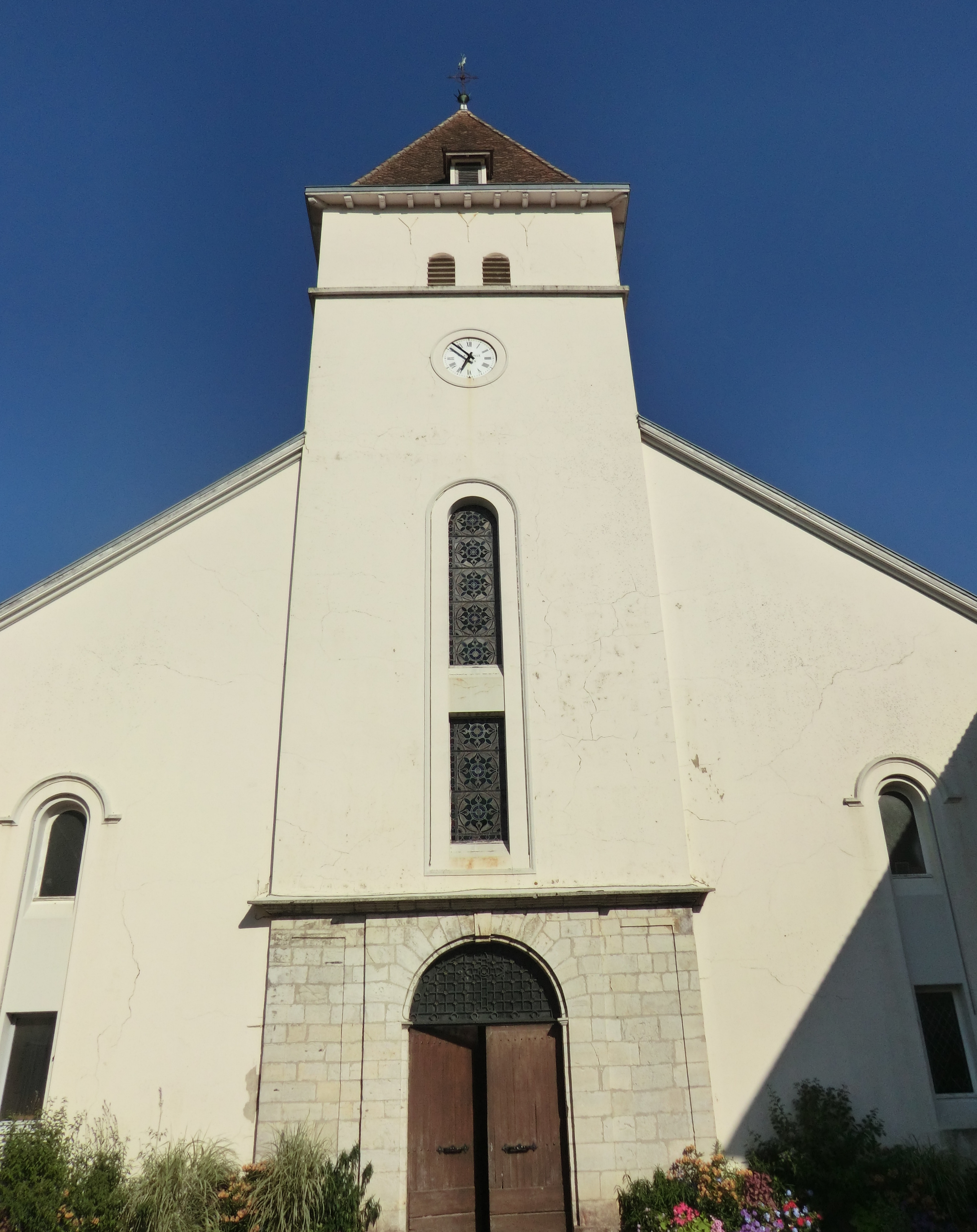
Kerk van Saint-Martin in Saint-Martin-de-Seignanx
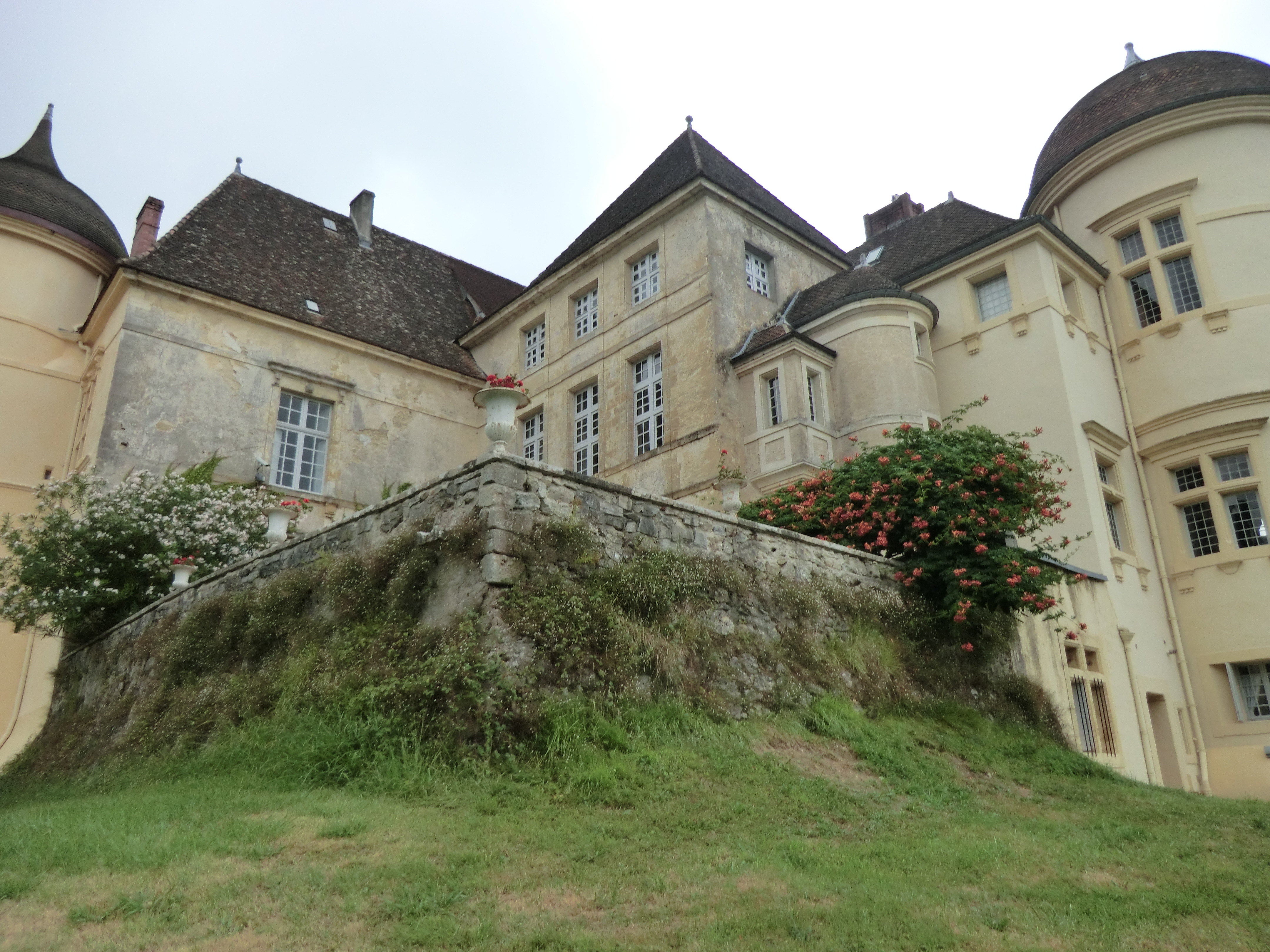
Kasteel van Saint-Martin-de-Seignanx

## Geografie
De oppervlakte van Saint-Martin-de-Seignanx bedroeg op 1 januari 2022 45,35 vierkante kilometer; de bevolkingsdichtheid was toen 135 inwoners per km².

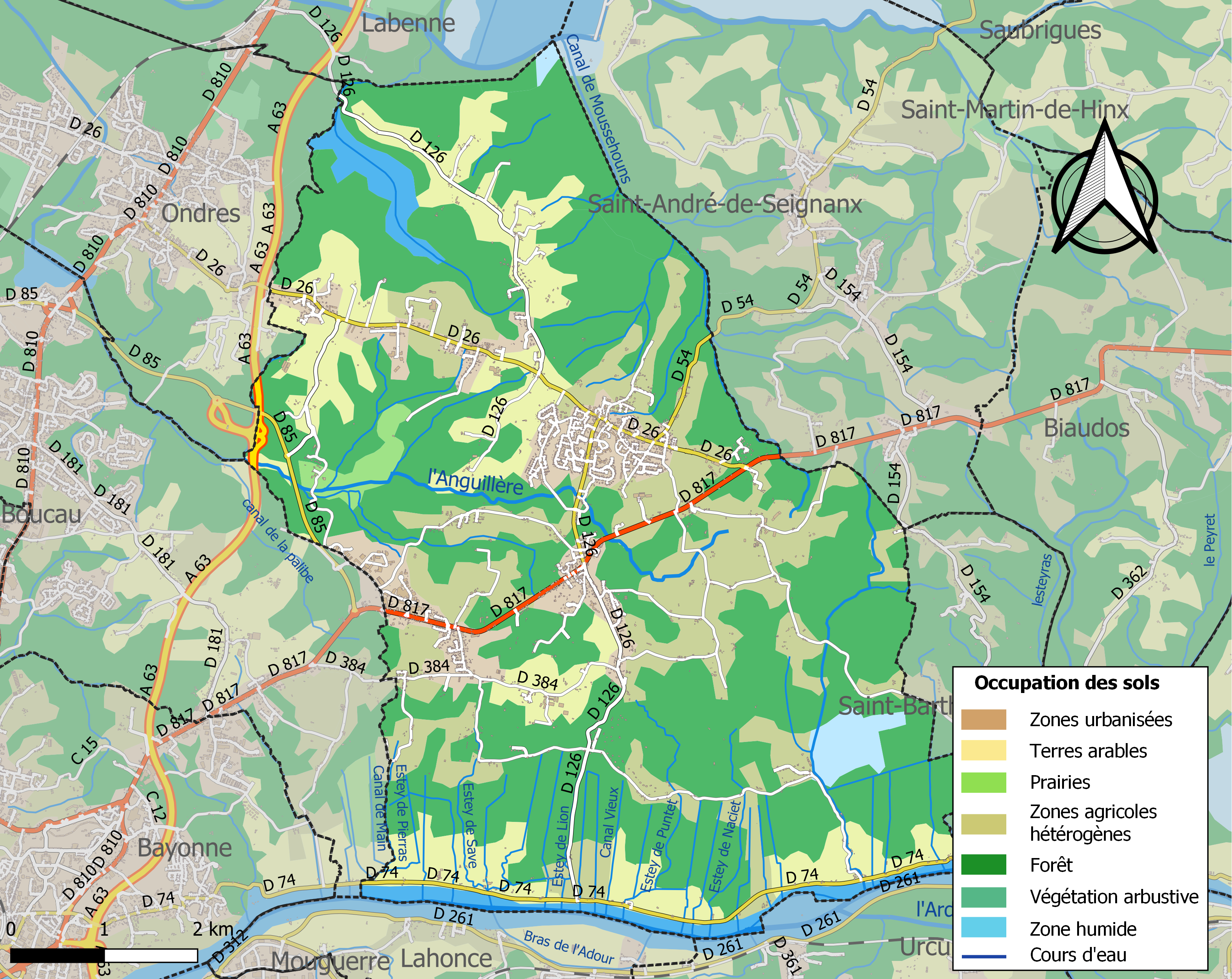
Kaart van de gemeente met de belangrijkste infrastructuur, bodemgebruik en omliggende gemeenten

## Demografie
Onderstaande figuur toont het verloop van het inwonertal (bron: INSEE-tellingen).